# Den Urgamla och Antagna Skotska Riten
Den Urgamla och Antagna Skotska Riten, även kallad Skotska Riten eller 33-gradiga riten, är ett av de mest spridda högregradssystemen inom frimureriet. Mästarmurare, det vill säga en frimurare som har erhållit de tre grundläggande graderna, kan i den Skotska Riten ernå ytterligare 30 grader. Organisatoriskt är dessa grader allra oftast skilda från de tre frimurargraderna, som ges i en frimurarloge.

## Historik
Den Skotska Ritens ursprung, vilken egentligen är mer fransk/angloamerikansk, är inte helt klarlagd av frimureriska historiker. Det har hävdats att den skulle ha sitt ursprung i Lodge Canongate at Kilwinning i Edinburgh, men även att den skulle ha skapats i Jesuitkollegiet i Clermont 1688 i jacobitiska syften (detta har inget att göra med det frimureriska höggradskapitlet i Paris, vilket stod under ledning av markisen och sedermera hertigen av Clermont under mitten av 1700-talet, vilken var tämligen kortlivad men gav upphov till ett höggradsystem kallat Clermontriten). Det mest troliga är dock att den finner sitt ursprung i Estienne Morins 25°-system från 1740-talets Frankrike i syfte att få ordning på alla de höggrader, vilka uppstod under denna period som svampar ur jorden.  Flertalet nyskapade grader, men även grader från äldre ordenssällskap, med eller utan frimurerisk anknytning. Den kom strax efter att delvis omarbetas av Chevalier Ramsay, vilket har givit upphov till den felaktiga uppfattningen om att det skulle ha varit han som var ritens egentlige skapare. Systemet kom senare, under tidigt 1800-tal, att i Förenta Staterna byggas ut till det system som vi idag känner som den skotska riten.

## Spridning
Skotska Riten finns representerad över hela världen och finns i åtminstone 50  länder.

### Norden
I Norden representeras Skotska Riten av följande organisationer:
Danmark
- Det Internationale Fælles Frimureri ”Le Droit Humain”[3]
- Stororienten af Danmark af Gamle Frie & Antagne Murere[4]
- Logen Freja[5]
- Logen Lilium[6]

Finland
- Den Urgamla och Antagna Ritens Högsta Råd, 33° i Finland[7]

Sverige
- Samfrimurarorden Le Droit Humain[8]
- Svenska Frimurare Lägret[9]

## Benämningar
På engelska:
- Ancient and Accepted Scottish Rite
- Ancient Accepted Scottish Rite (ofta utan ”and” inom Northern Masonic Jurisdiction i USA)
- Ancient Accepted Rite (utan ”Scottish” i England och Wales, där den även mer informellt kallas Rose Croix)
- Scottish Rite

Franska:
- Rite Écossais Ancien et Accepté

Italienska
- Rito Scozzese Antico ed Accettato